# Ronda del Guinardó
|  | Aquest article tracta sobre la ronda de Barcelona. Si cerqueu la novel·la de Juan Marsé, vegeu «Ronda del Guinardó (novel·la)». |

La Ronda del Guinardó és una ronda que travessa el barri barceloní del Guinardó.
Forma part de la Ronda del Mig. Comença com a continuació de la Travessera de Dalt, just a la intersecció amb el carrer de Pau Alsina i té un tram sinuós per a passar la plaça d'Alfons el Savi i travessar el Baix Guinardó. A partir del carrer de Cartagena entra al barri administratiu del Guinardó i segueix recta en direcció nord-est passant al costat del recinte de l'Hospital de Sant Pau. Acaba de travessar el Guinardó corbant la trajectòria cap al nord fins a acabar a la intersecció amb el passeig de Maragall. Des d'allà el carrer segueix sota el nom de carrer de Ramon Albó.

## Història
El Pla d'enllaços elaborat per Léon Jaussely l'any 1905 ja dibuixava aproximadament l'actual Ronda del Guinardó. Aquest pla volia resoldre el lligam viari entre l'Eixample i els antics municipis agregats a Barcelona l'any 1897. No sorprèn, doncs, el nom del carrer i del passatge Agregació. Bona part d'aquest projecte coincideix amb el Primer Cinturó de Ronda, però en arribar al barri es bifurquen, anant cadascú per la seva banda. Aquestes dues vies han trencat definitivament la xarxa de petits carrers que caracteritzava abans el Guinardó.

## Serveis
Al llarg de la ronda es troben o hi estan relacionades les següents estacions de metro:
- Estació de Maragall
- Estació de Guinardó - Hospital de Sant Pau
- Estació d'Alfons X